# 합천 강양향교
합천 강양향교(陜川 江陽鄕校)는 대한민국 경상남도 합천군 합천읍에 있는 향교이다.
1994년 7월 4일 경상남도의 문화재자료 제210호 합천향교으로 지정되었다가, 2018년 12월 20일 현재의 명칭으로 변경되었다.

## 개요
향교는 공자와 여러 성현께 제사를 지내고, 지방민의 교육과 교화를 위해 나라에서 세운 교육기관이다.
합천군 소재지에 처음 지었던 합천향교는 조선 고종 18년(1881) 수해 때 합천군청을 야로면으로 옮기면서 함께 옮겼다. 그 뒤 1965년 합천·용주·율곡·대양면의 유림들이 지금 있는 자리에 강양향교를 지었다.
건물은 제사지내는 공간인 대성전, 내삼문, 교육 기능을 수행하는 강당인 명륜당 등으로 구성되어 있다.
조선시대에는 나라에서 토지와 노비·책 등을 지원받아 학생들을 가르쳤으나, 지금은 교육 기능은 없어지고 제사 기능만 남아 있다.
동해향교가 지어지기 전까지 가장 마지막에 지은 향교였다.

## 참고 자료
- 합천 강양향교 - 국가유산청 국가유산포털